# Cakanovac
Cakanovac (em cirílico: Цакановац) é uma vila da Sérvia localizada no município de Preševo, pertencente ao distrito de Pčinja, na região de Vallée de Preševo. A sua população era de 221 habitantes segundo o censo de 2002.

## Demografia
| 1948 | 1953 | 1961 | 1971 | 1981 | 1991 | 2002 |
| ---- | ---- | ---- | ---- | ---- | ---- | ---- |
| 278  | 271  | 313  | 233  | 188  | 183  | 221  |